# Sorbus polycarpa
Sorbus polycarpa là loài thực vật có hoa trong họ Hoa hồng. Loài này được (Hook. f.) Rehder miêu tả khoa học đầu tiên năm 1915.